# MicroProse

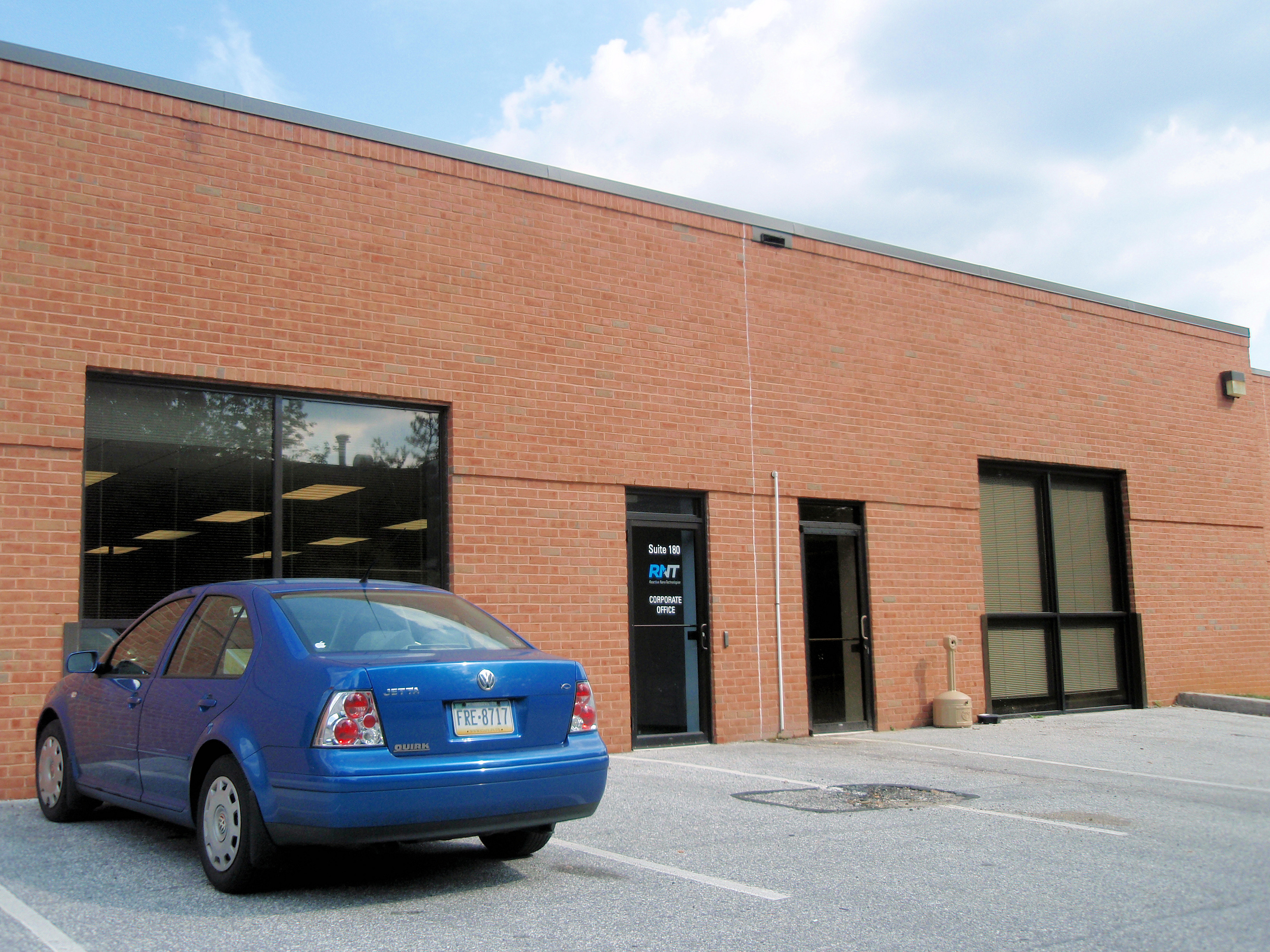
Antigua sede de la empresa estadounidense MicroProse ubicada en Hunt Valley, Maryland

MicroProse Software, Inc. (también conocida como MicroProse Simulation Software) es una empresa estadounidense desarrolladora y distibuidora de videojuegos, fundada en 1982 por Sid Meier y Bill Stealey.
Es conocida como la distribuidora de la mayoría de los éxitos de Meier, como Sid Meier's Pirates!, Master of Orion, Silent Service, Railroad Tycoon o Civilization y por la serie de juegos de ciencia ficción X-COM.

## Historia
A principios de los 80, MicroProse fue principalmente conocida por ser la distribuidora de simuladores de vuelo y militares para ordenadores de 8-bits como Commodore 64, Apple II, y la familia Atari de 8 bits.
En 1990 y 1991 lanzaron, los exitosos Railroad Tycoon y Civilization, que rápidamente se convirtieron en dos de los juegos de estrategia más vendidos de todos los tiempos. Sin embargo, la empresa rápidamente entró en problemas financieros porque tras el éxito lanzaron más títulos pero ya en un mercado saturado. 
En 1993, MicroProse fue comprada por Spectrum Holobyte. Las dos marcas continuaron hasta 1996, cuando la empresa resultante consolidó todos sus títulos bajo la marca MicroProse. Sid Meier y Jeff Briggs se marcharon de la empresa después de la compra, formando una nueva empresa llamada Firaxis Games.
En 1998 La nueva MicroProse fue comprada por Hasbro Interactive, una división que duró poco tiempo de la empresa de juguetes Hasbro.
En 1999, Hasbro Interactive cerró los estudios de MicroProse en California y Carolina del Norte. En 2001, después de que el distribuidor francés Infogrames (ahora Atari) comprara Hasbro Interactive, MicroProse dejó de existir completamente.
En 2020, MicroProse anuncia su regreso con tres nuevos títulos en desarrollo para PC, siendo Sea Power, Second Front y Task Force Admiral los cuales verán la luz durante el año en Steam.

## Selección de juegos
- NATO Commander (1984)
- Solo Flight (1985)
- Silent Service (1985)
- F-15 Strike Eagle (1985)
- Gunship (1986)
- Kennedy Approach (1986)
- Sid Meier's Pirates! (1987)
- F-19 Stealth Fighter (1987)
- Airborne Ranger (1988)
- Red Storm Rising (1988)
- Sword of the Samurai (1989)
- M1 Tank Platoon (1989)
- F-15 Strike Eagle II (1989)
- Soccer (1989)
- Covert Action (1990)
- Silent Service II (1990)
- Railroad Tycoon (1990)
- Civilization (1991)
- F117A Stealth Fighter (1991)
- Formula One Grand Prix (1991)
- Gunship 2000 (1991)
- Special Forces (1991)
- B-17 Flying Fortress (1992)
- Task Force 1942 (1992)
- Darklands (1992)
- Elite Plus (1992)
- Gunship 2000: Islands & Ice (1992)
- Rex Nebular and the Cosmic Gender Bender (1992)
- Fields of Glory (1993)
- Master of Orion (1993)
- SubWar 2050 (1993)
- Harrier (Jump Jet) (1993)
- BloodNet (1993)
- Colonization (1994)
- Pizza Tycoon (1994)
- 1942: The Pacific Air War (1994)
- Transport Tycoon (1994)
- X-COM: UFO Defense (1994)
- Fleet Defender (1994)
- Master of Magic (1995)
- Grand Prix 2 (1995)
- 1944 Across the Rhine (1995)
- Return of the Phantom (1995)
- Master of OrionII  (1996)
- X-COM: Terror from the Deep (1996)
- Transport Tycoon (1996)
- Magic the Gathering (1997)
- Magic the Gathering: Spells of the Ancients (1997) (Expansión)
- X-COM: Apocalypse (1997)
- European Air War (1998)
- Magic the Gathering: Duels of the Planeswalkers (1998) (Recopilatorio en edición especial con extras)
- Star Trek: Klingon Honor Guard (1998)
- Falcon 4.0 (1998)
- GP500 (1999)
- Grand Prix World (1999)
- Grand Prix 3 (2000)
- B-17 Flying Fortress: the mighty 8th (2000)
- Grand Prix 4 (2002)
- Sea Power (2020)
- Second Front (2020)
- Task Force Admiral (2020)

- Datos: Q652421